# 펜테인
펜테인(pentane)은 유기화합물로 분자식은 C
5H
12이다.